# Venetiska
Venetiska var ett indoeuropeiskt språk som talades under antiken i nordöstra Italien. Venetiskan var ett centumspråk, och hörde troligen till de italiska språken.. Venetiskan anses ha dött ut under 100-talet f.Kr.
Språket hade ett eget alfabet som utgick från det etruskiska. Språket finns belagt i 200 korta inskriptioner från de första fem århundradena f.Kr. Blott cirka 60 ord av språket finns bevarade, och av dessa är några lånord från latin eller etruskiska.